# Clarence E. Kilburn

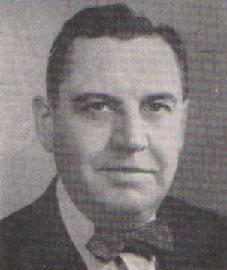
Clarence E. Kilburn (1959)

Clarence Evans Kilburn (* 13. April 1893 in Malone, Franklin County, New York; † 20. Mai 1975 ebenda) war ein US-amerikanischer Politiker. Zwischen 1940 und 1965 vertrat er den Bundesstaat New York im US-Repräsentantenhaus.

## Werdegang
Clarence Kilburn besuchte die öffentlichen Schulen seiner Heimat. Im Jahr 1916 absolvierte er die Cornell University in Ithaca. Während des Ersten Weltkrieges diente er in den Jahren 1917 und 1918 in einer Infanterieeinheit der United States Army. Danach arbeitete er im Bankgewerbe. Im Jahr 1930 wurde er Präsident der People’s Trust Co. of Malone. Politisch schloss er sich der Republikanischen Partei an.
Nach dem Tod des Abgeordneten Wallace E. Pierce wurde Kilburn bei der fälligen Nachwahl für den 31. Sitz von New York als dessen Nachfolger in das US-Repräsentantenhaus in Washington, D.C. gewählt, wo er am 13. Februar 1940 sein neues Mandat antrat. Nach zwölf Wiederwahlen konnte er bis zum 3. Januar 1965 im Kongress verbleiben. Dabei wechselte er mehrfach seinen Wahlbezirk. Bis 1941 wurden dort die letzten New-Deal-Gesetze der Roosevelt-Regierung verabschiedet. Seit 1941 war auch die Arbeit des Kongresses von den Ereignissen des Zweiten Weltkrieges und dessen Folgen geprägt. In Kilburns Zeit im Kongress fielen auch der Beginn des Kalten Krieges, der Koreakrieg und innenpolitisch die Bürgerrechtsbewegung. Außerdem begann damals der Vietnamkrieg. Kilburn war der konservativste republikanische Kongressabgeordnete aus dem Staat New York. In der Frage der Auslandshilfe war er allerdings etwas liberaler. 1964 stimmte er gegen das Bürgerrechtsgesetz.
Im selben Jahr verzichtete Kilburn auf eine weitere Kongresskandidatur. Nach dem Ende seiner Zeit im US-Repräsentantenhaus war er einer der Direktoren der Marine Midland Trust Co. of Northern New York. Er starb am 20. Mai 1975 in seinem Geburtsort Malone.